# Hlubočky-Mariánské údolí
Hlubočky-Mariánské údolí – stacja kolejowa w Hlubočkach, w kraju ołomunieckim, w Czechach przy ulicy Nádražní 396. Znajduje się na wysokości 265 m n.p.m. i leży na linii kolejowej nr 310.